# BBÖ 2000
Die BBÖ 2000.01 war eine dieselelektrisch angetriebene Verschub-Lokomotive der BBÖ.
1937 besaßen die BBÖ nur 21 elektrische und 70 „eigentliche“ Dampf-Verschublokomotiven.
Ansonsten wurden alte Dampflokomotiven zum Verschub herangezogen.
Die BBÖ beschaffte daher eine dieselelektrisch betriebene Lokomotive nach holländischem Vorbild (NS-Baureihe 200).
Die Lok wurde 1936 von der Lokomotivfabrik Floridsdorf geliefert, der Dieselmotor stammte von der Simmeringer Maschinen- und Waggonfabrik, die elektrische Ausrüstung von Siemens-Schuckert und die Fahrmotoren von ELIN.
Die Lok hatte ein schmales, am hinteren Ende gelegenes Führerhaus, dessen Dach weit auskragte.
Rund um die Lok gab es Trittbretter, von denen aus auch die wesentlichen Bedienungselemente zugänglich waren.
Die Kupplung nach niederländischem Vorbild erlaubte das An- und Abkuppeln vom Führerhaus aus.
Es folgte keine weitere Bestellung, was einerseits auf mangelnde Bewährung für österreichische Verhältnisse, andererseits aber auch auf die historischen Begleitumstände zurückzuführen ist, da die Deutsche Reichsbahn die Lok 1938 als V 15.001 einreihte, sie aber schon 1939 abstellte.
Offiziell ausgemustert wurde das Fahrzeug 1946.